# Pseudanthias aurulentus
Pseudanthias aurulentus là một loài cá biển thuộc chi Pseudanthias trong họ Cá mú. Loài này được mô tả lần đầu tiên vào năm 1982.

## Phân bố và môi trường sống
P. aurulentus có phạm vi phân bố ở Trung Thái Bình Dương. Loài cá này được tìm thấy ở vùng biển ngoài khơi đảo Tabuaeran và Kiritimati, đều thuộc quần đảo Line. Chúng được thu thập ở độ sâu khoảng từ 40 đến 52 m.

## Mô tả
Chiều dài cơ thể tối đa được ghi nhận ở P. aurulentus là 4,6 cm.